# What3words
what3words est le nom d'une compagnie et de son application de géocodage permettant la communication d'un emplacement au moyen de trois mots du dictionnaire. Par exemple, à New York, la statue de la Liberté est située à l'emplacement « défiler.révélons.revisser ».
Ce type de codage diffère de la plupart des autres systèmes de géolocalisation en ce qu'il utilise trois mots pour désigner un emplacement plutôt que de longues chaînes de nombres ou de lettres. what3words possède un site web, des applications pour iOS et Android, et une API qui permettent la conversion bidirectionnelle de l'adresse what3words et des coordonnées de latitude et de longitude.
Le principal avantage de what3words est la facilité de mémorisation et la nature non ambiguë des mots utilisés, ce qui en fait un système de géolocalisation facile à utiliser et efficace pour la plupart des usages quotidiens et non techniques,.

## Historique
La compagnie what3words a été fondée par Chris Sheldrick, Jack Waley-Cohen, Mohan Ganesalingam et Michael Dent. L'application what3words a été lancée en juillet 2013,,.
Chris Sheldrick et Mohan Ganesalingam ont conçu le projet après que Sheldrick, organisateur de concert, a eu des difficultés à amener des groupes musicaux et leur équipement aux endroits d'événements à cause d'adressage inadéquat. La société a été fondée le 5 mars 2013 et une demande de brevet pour l'application a été déposée le 19 avril 2013.
En novembre 2013, what3words a obtenu 500 000 dollars de capital d'amorçage, et en mars 2014 la compagnie a obtenu un financement additionnel d'un million de dollars,,.
Le 3 novembre 2015, what3words a clos un financement de série A de 3,5 millions de dollars dirigé par Intel Capital, avec la participation de Horizons Ventures (en) de Li Ka-shing. Le 29 juin 2016, what3words a clos un financement de série B de 8,5 millions de dollars dirigée par Aramex (en).

## Principes de conception
what3words utilise une grille du monde composée de 57 000 milliards (ou 57 billions) de carrés de 3 mètres sur 3 mètres. Chaque carré a reçu une adresse composée de trois mots anglais. what3words a aussi nommé les 17 milliards de carrés sur terre avec trois mots dans diverses autres langues. En décembre 2016, les adresses what3words (ainsi que l'interface utilisateur Web et iOS) sont disponibles en arabe, en finnois, en français, en allemand, en italien, en mongol, en polonais, en portugais, en russe, en espagnol, en suédois et en turc. L'application iOS prend également en charge le swahili (Kiswahili). Avec des plans annoncés pour un total de vingt-cinq langues, la société voulait aussi supporter à la fin de 2016 le chinois, l'indonésien, le japonais, le coréen et le thaïlandais. La société a également annoncé des interfaces pour le grec, les différentes langues du Nigeria et de l'Inde, y compris le bengali, le farsi, l'hindi et l'ourdou,,,.
what3words utilise une liste de vingt-cinq mille mots pour chaque langue supportée (quarante mille pour l'anglais, car dans cette langue what3words couvre la mer et la terre). Les listes passent par plusieurs processus automatisés et humains avant d'être finalisées par un algorithme qui prend en compte la longueur des mots, leur caractère distinctif, leur fréquence, leur facilité à être prononcés et leur facilité à être épelés. Les homophones et variantes orthographiques sont éliminés pour minimiser les risques de confusion et les mots offensants sont supprimés.
L'algorithme what3words distribue les combinaisons de trois mots semblables dans le monde de manière à permettre la détection des erreurs à la fois par des méthodes automatisées et humaines. Grâce à cette distribution des mots, si une combinaison de trois mots est entrée légèrement incorrectement et que le résultat est un emplacement what3words valide, l'emplacement sera si loin de la zone prévue que l'erreur sera immédiatement évidente à un utilisateur humain ou à un système intelligent de détection d'erreur.
À ses débuts, what3words a vendu, pour un prix annuel, la possibilité de représenter une adresse par un seul mot, mais cette fonctionnalité a été abandonnée.
what3words fonctionne au moyen d'un algorithme propriétaire en combinaison avec une base de données de mots, les deux pouvant être enregistrés dans un fichier d'environ dix mégaoctets.
what3words se réserve le droit de modifier sa liste de mots sans être responsable des conséquences.

## Critiques
Les partisans des standards ouverts dénoncent le fait que le système what3words soit contrôlé par une entreprise privée et que le logiciel soit protégé par copyright et n'est donc pas librement utilisable.
Le fait que des adresses similaires sont volontairement éloignées l'une de l'autre est également perçu par certains comme un inconvénient,,.
La taille des carrés de la grille utilisée par what3words est fixe, limitant la précision de localisation à trois mètres.
La grille est bidimensionnelle, donc le schéma d'adressage ne fait pas de distinction entre les étages d'un bâtiment.
Le système ne prend en charge que quelques langues.

## Imitations
L'idée étant brevetée, il n'y a pas d'imitations libres autres que parodiques.

## Utilisateurs

### Aide humanitaire
- Tropical Health : suivi des moustiquaires[25]
- Organisation des Nations unies : l'application UN-ASIGN pour le rapportage des désastres et de l'aide humanitaire[26]

### Navigation et transit
- Navmii : application de navigation hors-ligne[27]
- Pocket Earth : application de navigation hors-ligne[28]
- RioGo : application de transport multimodal pour les Jeux olympiques d'été de 2016[29]
- TripGo : application de transport multimodal[30]

### Gestion d'actifs
- In2care : entretien des pièges à moustiques en Tanzanie[31]
- Metcom : gestion des bouches d'incendie au Colorado[32]
- Pollinisation : installation d'éclairage à énergie solaire dans les bidonvilles de l'Inde[33]
- Videre : installations d'éclairage à énergie solaire au Botswana[34]

### Livraison
- Aramex : livraison globale et logistique[13]
- Carteiro Amigo : livraison de courrier et de colis dans les favelas du Brésil[35]
- La Côte d'Ivoire utilise ce système pour les livraisons postales[36]
- Mongol Post a adopté ce système pour les livraisons postales dans tout le pays[37]

### Festivals et événements
- Salon aéronautique de Farnborough[38]
- Glastonbury Festival[39]
- Towersey Festival (en)[40]

### Voyage
- Hedonists Guide To : guides de ville en ligne[41]
- Southern Star : guides pour l'Irlande[42]

### Cartographie
- Géoportail propose d'afficher dans son menu contextuel les coordonnées w3w. Son moteur de recherche peut également placer la carte sur un point en tapant « what3words : » suivi de ses coordonnées w3w[43].